# Ora troberti
Ora troberti là một loài bọ cánh cứng trong họ Scirtidae. Loài này được Guerin-Meneville miêu tả khoa học năm 1861.